# 10711 Псков
10711 Псков (10711 Pskov) — астероїд головного поясу, відкритий 15 жовтня 1982 року.
Тіссеранів параметр щодо Юпітера — 3,282.